# Barradeel
Barradeel (Fries: Barradiel) is een voormalige gemeente in het noordwesten van de provincie Friesland (Nederland). Het heeft als gemeente bestaan tot 1984. Barradeel telde op 1 januari 1983 6698 inwoners en had een oppervlakte van 66,98 km².

## Geschiedenis
Barradeel was een grietenij en lag deels in de Bouwhoek en deels in de Greidhoek. Minnertsga was oorspronkelijk de hoofdplaats van Barradeel. In 1832 werd het Sexbierum. In 1903 wordt Walburgastate gemeentehuis van Barradeel. Walburgastate lag oorspronkelijk in Pietersbierum maar toen het gemeentehuis werd, zijn de dorpsgrenzen zodanig gewijzigd, dat Sexbierum als hoofdplaats van de gemeente kon handhaven.
Bij de gemeentelijke herindeling op 1 januari 1984 is Barradeel verdeeld over de drie gemeenten Franekeradeel, Harlingen en het Bildt. Een groot deel is toentertijd samen met de stad Franeker toegevoegd aan Franekeradeel. Een klein deel in het zuidwesten met het dorp Wijnaldum is toegevoegd aan Harlingen en een klein deel in het noordoosten rondom het dorp Minnertsga aan het Bildt.

## Plaatsen
De gemeente Barradeel bestond in 1983 uit acht dorpen. De hoofdplaats was Sexbierum. De Nederlandse namen waren de officiële. De plaatsnaamborden in de gemeente waren tweetalig met de Nederlandse naam boven de Friese.
Aantal inwoners per woonkern op 1 januari 1983:
| Nederlandse naam | Friese naam     | Inwoners |
| ---------------- | --------------- | -------- |
| Minnertsga       | Minnertsgea     | 1905     |
| Sexbierum        | Seisbierrum     | 1792     |
| Tzummarum        | Tsjummearum     | 1563     |
| Oosterbierum     | Easterbierrum   | 677      |
| Wijnaldum        | Winaem          | 451      |
| Pietersbierum    | Pitersbierrum   | 170      |
| Firdgum          | Furdgum         | 87       |
| Klooster-Lidlum  | Kleaster-Lidlum | 68       |

Bron: Provincie Friesland
Tot 1771 maakte ook het oude dorp Almenum deel uit van de gemeente. Een aantal buurtschappen in de gemeente waren: Dijkshoek, Koehool en Roptazijl.

## Bevolkingsontwikkeling
- 1983 - 6698
- 1974 - 6747
- 1969 - 6756
- 1964 - 6904
- 1959 - 7364
- 1954 - 7973
- 1900 - 7534
- 1880 - 7953
- 1714 - 2850

## Aangrenzende gemeenten
| Aangrenzende gemeenten | Aangrenzende gemeenten | Aangrenzende gemeenten  | Aangrenzende gemeenten | Aangrenzende gemeenten |
| ---------------------- | ---------------------- | ----------------------- | ---------------------- | ---------------------- |
| Vlieland (over zee)    |                        | Terschelling (over zee) |                        | het Bildt              |
|                        |                        |                         |                        |                        |
|                        | Menaldumadeel          |                         |                        |                        |
|                        |                        |                         |                        |                        |
| Harlingen              |                        | Franekeradeel Franeker  |                        |                        |